# Etnocracia
La Etnocracia es una forma de gobierno en la que la etnia toma preeminencia sobre el demos en la toma de decisiones y organización de la sociedad, y en la que los representantes de un particular grupo étnico retienen un número de puestos de poder social y político superior al porcentaje de población que ese grupo representa, con el objetivo de usarlos para avanzar su posición en detrimento de otros. El politólogo Cas Mudde define la etnocracia como «una democracia en la que la ciudadanía está basada en la etnia» —relacionándola así con el etnocentrismo—.

## Definición
Las etnocracias son el resultado y el objetivo del etnonacionalismo o nacionalismo étnico, y han sido diferenciadas de las  Democracias Étnicas en el grado de coacción que ejerce la comunidad dominante, o se han contrapuesto a las  Democracias Liberales, dónde la pertenencia étnica no representa un motivo político.
En una etnocracia, los grupos étnicos minoritarios son sistemáticamente  discriminados por el Estado, y podrían ser objeto de intimidación, coerción, o de violaciones de los derechos humanos, a manos de los órganos de poder.
Una etnocracia también podría otorgar sus derechos de ciudadanía sobre la base de la filiación étnica al grupo, filiación definida en términos de raza, linaje, religión o idioma, como principios fundamentales de pertenencia.
Generalmente, la razón de ser de un gobierno etnocrático es asegurar los instrumentos esenciales de poder a manos de una comunidad específica. Toda otra consideración respecto a la distribución del poder estaría subordinada a esta intención original. Las Etnocracias están generalmente consideradas  no-democráticas en su naturaleza.
Las etnocracias se caracterizan por su control del sistema - legal, institucional, cultural y económico - y de todos aquellos instrumentos considerados necesarios para asegurar el dominio de un grupo étnico determinado sobre los demás. El grado de discriminación del sistema puede variar enormemente, en función del peso demográfico del grupo dominante: si el grupo dominante es una mayoría o está próximo a ella, la represión para mantener el statu quo será menor que si se trata de una clara minoría (por ejemplo, un 20% de la población total).
Otra posibilidad puede darse cuando la participación democrática está únicamente reservada a una parte privilegiada de la población, y no es ofrecida al resto de grupos (como en el caso del antiguo apartheid en Sudáfrica).
Han sido calificados como Etnocracias distintos países, como Sudáfrica, Bélgica, Estonia y Letonia, Israel, Malasia, Serbia y Uganda.

## Israel
Israel ha sido considerado una etnocracia por distintos académicos como Alexander Kedar, Shlomo Sand, Oren Yiftachel, Asaad Ghanem, Haim Yakobi, Nur Mashala y Hannah Naveh.
Otros académicos lo han considerado una democracia étnica, a medio camino entre la etnocracia y la democracia liberal, como Gershon Shafir, Yoav Peled o Sammy Smooha.